# Луганская улица (Екатеринбург)
Луга́нская у́лица — магистральная улица в жилом районе «Южный» Октябрьского административного района Екатеринбурга.

## Расположение и благоустройство
Луганская улица идёт с северо-запада на юго-восток между улицей Белинского и рекою Исеть. Начинается, выходя из улицы Машинной у перекрёстка с Переходным переулком, и заканчивается у автомобильного моста-развязки через реку Исеть, далее переходит в улицу Кольцовский тракт. Пересекается с улицей Саввы Белых. Протяжённость улицы составляет около 800 метров. Ширина проезжей части — более 20 м (по три полосы в каждую сторону движения).
На протяжении Луганской улицы имеется один светофор, нерегулируемых пешеходных переходов нет. С обеих сторон улица оборудована тротуарами.

## История
Улица возникла в конце 1950-х годов, как одна из улиц посёлка Исетского пивзавода, позднее «влилась» в Южный жилой район города. Застраивалась малоэтажными многоквартирными жилыми домами из шлакоблоков, бруса и кирпича. В 1965 году дома на улице имели нумерацию № 1—27, 2—56. Чётная сторона современной улицы застроена высотными жилыми домами.

## Транспорт
Улица является важной внутригородской транспортной магистралью, включённой в систему объездных путей южной части города. Связывает город (через Кольцовский тракт) с аэропортом Кольцово.

### Наземный общественный транспорт
По улице осуществляет движение маршрутное такси № 039, но остановок общественного транспорта на улице нет. Ближайшая к улице остановка — «Саввы Белых» (перекрёсток улиц Саввы Белых и Белинского).

### Ближайшие станции метро
В 600 м юго-западнее перекрёстка улиц Саввы-Белых-Луганская находится станция метро  «Ботаническая».